# アレッサンドロ・ネスタ
アレッサンドロ・ネスタ（Alessandro Nesta, 1976年3月19日 - ）は、イタリア・ラツィオ州ローマ出身の元サッカー選手、現サッカー指導者。現役時代のポジションはディフェンダー。元イタリア代表。イタリア共和国功労勲章受章。現在は、ACモンツァ監督。

## クラブ経歴

### ラツィオ
1985年にラツィオのユースアカデミーに加わり、17歳でトップチームデビュー。その後10代後半から主力として活躍。20代前半でラツィオのキャプテンを任された。1998年のコッパ・イタリアではACミランとの決勝戦でゴールを奪い、その年のセリエA最優秀若手選手賞に選ばれた。1999-2000シーズンのスクデット獲得の際にも中心選手として貢献した。

### ミラン

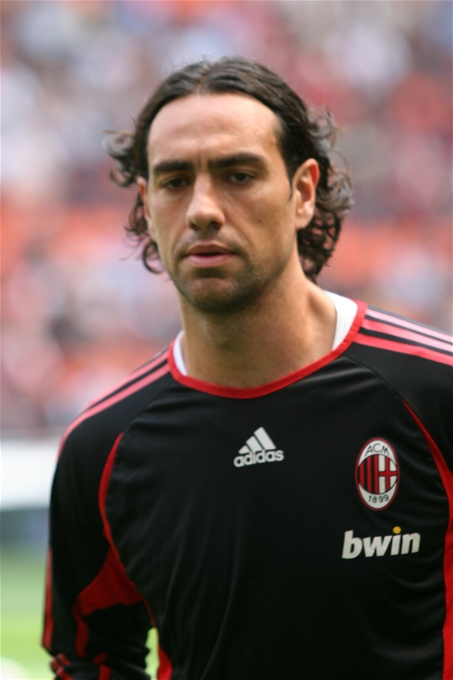
ミランでプレーするネスタ

2002年、ラツィオの財政難が原因で移籍金3000万ユーロでACミランに移籍。当時ラツィオのシンボルであったネスタの移籍に対してラツィオサポーターによる抗議行動が起こった。しかし移籍する際のネスタのコメントとして「移籍するならばそれはラツィオの実りのためだけにだ」という言葉を残した。
移籍初年度、UEFAチャンピオンズリーグ、コッパ・イタリアを獲得した。その後も高いパフォーマンスを見せて、多くのタイトル獲得に貢献しているものの、2006-07シーズンに肩を怪我した。2008-09シーズンにも怪我が再発し、そのシーズンのほとんどを棒に振った。この怪我で一時は引退を考えたという。2009-10シーズンはレギュラーとして高水準のプレーをみせ代表復帰も囁かれたものの、結局シーズン途中で負傷したこともあり23試合の出場に終わった。

### モントリオール・インパクト

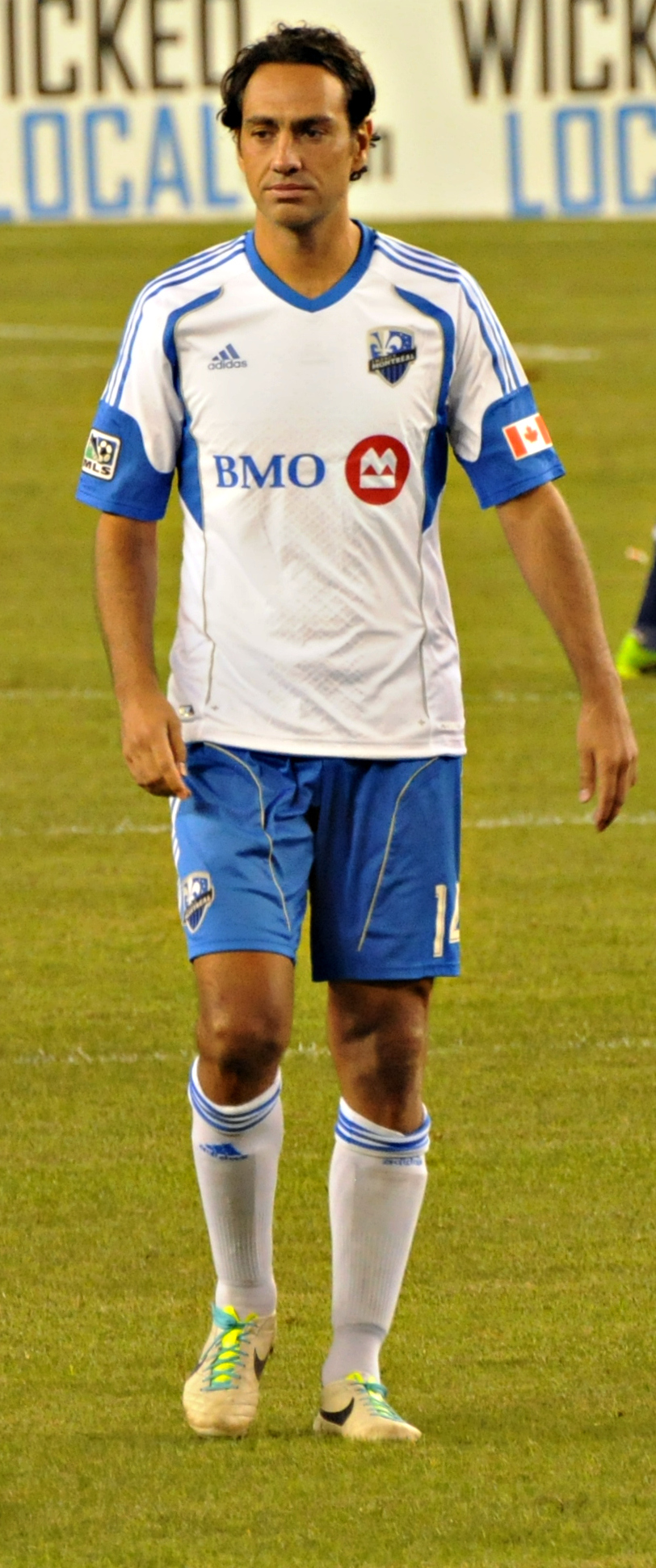
モントリオール・インパクトでプレーするネスタ（2013年）

2012年5月10日に10年間所属したミランを退団することを発表。7月5日にモントリオール・インパクト移籍が発表された。
2013年11月7日に現役引退を発表した。

### チェンナイイン
2014年11月27日、同胞のマルコ・マテラッツィが選手兼監督を務めるチェンナイインFCで現役復帰。2015年に再び現役引退。

## 代表経歴
イタリア代表としては1996年10月5日に行われた1998 FIFAワールドカップ・ヨーロッパ予選のモルドバ代表戦でデビュー。1998 FIFAワールドカップではグループリーグのオーストリア代表戦にて負傷し、決勝トーナメントは不出場に終わった（イタリアはベスト8敗退）。
2000年にオランダとベルギーで共同開催されたUEFA EURO 2000では全6試合に出場すると、チームの準優勝に貢献し、大会優秀選手に選出された。
2002 FIFAワールドカップではグループリーグのクロアチア代表戦にて負傷し、決勝トーナメントは不出場に終わった（イタリアはベスト16敗退）。2006 FIFAワールドカップでは、グループリーグのチェコ代表戦にて負傷し、決勝トーナメントでの出場は叶うことはなかった。ドイツワールドカップにてイタリア代表は24年ぶり4度目のワールドカップ制覇を成し遂げたが、ネスタ自身としては前2大会も含め不本意な大会となった。
2006年10月11日に行われたUEFA EURO 2008予選のグルジア代表戦が最後の代表出場となり、2007年8月1日に代表引退を表明した。イタリア代表としての通算成績は国際Aマッチ78試合出場0得点。

## 指導者経歴
2015年8月31日、北米サッカーリーグに2016年から新規参入するマイアミFCの監督就任が発表された。同クラブはミラン時代の同僚パオロ・マルディーニが共同オーナーを務めている。
2018年5月14日、セリエBのペルージャ・カルチョの監督に就任した。2018-19シーズンは8位となりセリエAへの昇格プレーオフに進出するも、1回戦でエラス・ヴェローナFC相手に敗れたのち、2019年5月21日にクラブを去った。
2019年6月17日、同じくセリエBのフロジノーネ・カルチョの監督に就任した。
2023年6月10日、セリエBのACレッジャーナ1919の監督に就任。2023－24シーズンは10勝17分11敗の11位でシーズンを終えたが、セリエB残留で続投の方向であった。
2024年6月12日、ミラン時代から旧知のアドリアーノ・ガッリアーニがCEOを務めるセリエAのACモンツァの監督に就任したことが発表された。

## 評価
ミランのOBであるフランコ・バレージは「ネスタのいないミランは考えられない」とミランにおけるネスタの重要性を表現した。ミランの監督のマッシミリアーノ・アッレグリはネスタを「イタリア史上最高のDF」であり、チームで最も優れた選手であると評価した。

## エピソード
- 同じくローマ出身であり、若くしてライバルクラブであるASローマのキャプテンとなったフランチェスコ・トッティとはライバルであり、よき親友、常に比較されていた。
- 人格者としても知られ、その実力も相俟ってチームメイトやクラブ関係者からの信頼は厚い。
- サッカーもさることながら、学業の成績も優秀であり、サッカー選手になるか弁護士になるかを本気で悩んでいた。
- 少年時代にASローマからスカウトされた（スカウトマンは元イタリア代表DFフランチェスコ・ロッカ）が、父親が同じローマのラツィオの熱狂的なファンであったことから、これを断ったという逸話が残っている。
- かなりのゲーム好きで、左手親指の付け根付近が腱鞘炎になり手術した際、ウイニングイレブンのやりすぎで悪化したと報じられたが、本人は否定している[15]。
- 2006 FIFAワールドカップでの優勝メンバーの一人であるネスタは、他のメンバー、マルチェロ・リッピ監督と共にイタリア大統領からイタリア共和国功労勲章を送られている。

## 個人成績
| クラブ         | シーズン | リーグ       | リーグ | リーグ | カップ | カップ | 国際大会 | 国際大会 | その他 | その他 | 通算 | 通算 |
| クラブ         | シーズン | ディビジョン | 出場   | 得点   | 出場   | 得点   | 出場     | 得点     | 出場   | 得点   | 出場 | 得点 |
| -------------- | -------- | ------------ | ------ | ------ | ------ | ------ | -------- | -------- | ------ | ------ | ---- | ---- |
| ラツィオ       | 1993-94  | セリエA      | 2      | 0      | 0      | 0      | 0        | 0        | —      | —      | 2    | 0    |
| ラツィオ       | 1994-95  | セリエA      | 11     | 0      | 1      | 0      | 0        | 0        | —      | —      | 12   | 0    |
| ラツィオ       | 1995-96  | セリエA      | 23     | 0      | 2      | 0      | 3        | 0        | —      | —      | 28   | 0    |
| ラツィオ       | 1996-97  | セリエA      | 25     | 0      | 4      | 0      | 4        | 0        | —      | —      | 33   | 0    |
| ラツィオ       | 1997-98  | セリエA      | 30     | 0      | 9      | 1      | 10       | 1        | —      | —      | 49   | 2    |
| ラツィオ       | 1998-99  | セリエA      | 20     | 1      | 2      | 0      | 4        | 0        | —      | —      | 26   | 1    |
| ラツィオ       | 1999-00  | セリエA      | 28     | 0      | 2      | 0      | 9        | 0        | 1      | 0      | 40   | 0    |
| ラツィオ       | 2000-01  | セリエA      | 29     | 0      | 1      | 0      | 8        | 0        | 1      | 0      | 39   | 0    |
| ラツィオ       | 2001-02  | セリエA      | 25     | 0      | 1      | 0      | 6        | 0        | —      | —      | 32   | 0    |
| ラツィオ       | 通算     | 通算         | 193    | 1      | 22     | 1      | 44       | 1        | 2      | 0      | 261  | 3    |
| ミラン         | 2002-03  | セリエA      | 29     | 1      | 5      | 1      | 14       | 0        | —      | —      | 48   | 2    |
| ミラン         | 2003-04  | セリエA      | 26     | 0      | 4      | 1      | 6        | 0        | 2      | 0      | 38   | 1    |
| ミラン         | 2004-05  | セリエA      | 29     | 0      | 3      | 0      | 12       | 0        | 1      | 0      | 45   | 0    |
| ミラン         | 2005-06  | セリエA      | 30     | 1      | 2      | 0      | 10       | 0        | —      | —      | 42   | 1    |
| ミラン         | 2006-07  | セリエA      | 14     | 0      | 0      | 0      | 8        | 0        | —      | —      | 22   | 0    |
| ミラン         | 2007-08  | セリエA      | 29     | 1      | 0      | 0      | 7        | 0        | 3      | 1      | 39   | 2    |
| ミラン         | 2008-09  | セリエA      | 1      | 0      | 0      | 0      | 0        | 0        | —      | —      | 1    | 0    |
| ミラン         | 2009-10  | セリエA      | 23     | 3      | 0      | 0      | 7        | 0        | —      | —      | 30   | 3    |
| ミラン         | 2010-11  | セリエA      | 26     | 0      | 2      | 0      | 7        | 0        | —      | —      | 35   | 0    |
| ミラン         | 2011-12  | セリエA      | 17     | 1      | 1      | 0      | 7        | 0        | 1      | 0      | 26   | 1    |
| ミラン         | 通算     | 通算         | 224    | 7      | 17     | 2      | 78       | 0        | 7      | 1      | 326  | 10   |
| モントリオール | 2012     | MLS          | 8      | 0      | —      | —      | —        | —        | —      | —      | 8    | 0    |
| モントリオール | 2013     | MLS          | 23     | 0      | 2      | 0      | 1        | 0        | —      | —      | 26   | 0    |
| モントリオール | 通算     | 通算         | 31     | 0      | 2      | 0      | 1        | 0        | 0      | 0      | 34   | 0    |
| チェンナイイン | 2014     | ISL          | 3      | 0      | —      | —      | —        | —        | —      | —      | 3    | 0    |
| 総通算         | 総通算   | 総通算       | 451    | 8      | 41     | 3      | 123      | 1        | 9      | 1      | 624  | 13   |

## 代表歴

### 出場大会
- イタリア代表
  - 1998 FIFAワールドカップ (ベスト8)
  - 2002 FIFAワールドカップ (ベスト16)
  - 2006 FIFAワールドカップ (優勝)

### 試合数
- 国際Aマッチ 77試合 0得点（1996年-2006年）[16][1]

| イタリア代表 | 国際Aマッチ | 国際Aマッチ |
| 年           | 出場        | 得点        |
| ------------ | ----------- | ----------- |
| 1996         | 2           | 0           |
| 1997         | 7           | 0           |
| 1998         | 6           | 0           |
| 1999         | 6           | 0           |
| 2000         | 13          | 0           |
| 2001         | 5           | 0           |
| 2002         | 10          | 0           |
| 2003         | 7           | 0           |
| 2004         | 10          | 0           |
| 2005         | 5           | 0           |
| 2006         | 6           | 0           |
| 通算         | 77          | 0           |

## 監督成績
2021年3月20日現在
| クラブ       | 国                 | 就任          | 退任           | 記録 | 記録 | 記録 | 記録 | 記録 | 記録 | 記録 | 記録   |
| クラブ       | 国                 | 就任          | 退任           | 試   | 勝   | 分   | 敗   | 得   | 失   | 差   | 勝率   |
| ------------ | ------------------ | ------------- | -------------- | ---- | ---- | ---- | ---- | ---- | ---- | ---- | ------ |
| マイアミ     | アメリカ合衆国の旗 | 2015年8月31日 | 2017年11月17日 | 71   | 35   | 17   | 19   | 111  | 78   | +33  | 049.30 |
| ペルージャ   | イタリアの旗       | 2018年5月14日 | 2019年5月21日  | 40   | 14   | 8    | 18   | 52   | 61   | −9   | 035.00 |
| フロジノーネ | イタリアの旗       | 2019年6月17日 | 2021年3月22日  | 77   | 28   | 23   | 26   | 86   | 84   | +2   | 036.36 |
| レッジャーナ | イタリアの旗       | 2023年6月10日 | 2024年6月12日  |      |      |      |      | —    |      |      |        |
| 合計         | 合計               | 合計          | 合計           | 188  | 77   | 48   | 63   | 249  | 223  | +26  | 040.96 |

## タイトル

### クラブ
ラツィオ
- UEFAカップウィナーズカップ(1998-1999)
- スクデット:(1999-2000)
- コッパ・イタリア:(1999-2000)

ミラン
- スクデット:2回(2003-2004、2010-2011)
- コッパ・イタリア:(2002-2003)
- UEFAチャンピオンズリーグ:2回(2002-2003, 2006-2007)
- FIFAクラブワールドカップ(2007)

### 代表
- UEFA U-21欧州選手権(1996)
- FIFAワールドカップ(2006)

### 個人
- セリエA最優秀若手選手賞(1998)
- UEFA欧州選手権2000 UEFA選定大会優秀選手(2000)
- セリエAディフェンダー・オブ・ザ・イヤー:5回(2000, 2001, 2002, 2003, 2005)
- UEFAチーム・オブ・ザ・イヤー:4回(2002, 2003, 2004, 2007)
- FIFA 100
- FIFProワールドイレブン:2回(2005, 2007)